# Le Chefresne
 Le Chefresne  là một xã thuộc tỉnh Manche trong vùng Normandie tây bắc nước Pháp. Xã này nằm ở khu vực có độ cao trung bình 250 mét trên mực nước biển.